# Clydonium moragai
Clydonium moragai là một loài tò vò trong họ Ichneumonidae.